# Petro Kotok
Petro Vasylovych Kotok –en ucraniano, Петро Васильович Коток– (Tynne, 28 de abril de 1965) es un deportista ucraniano que compitió en lucha grecorromana. Ganó una medalla de bronce en el Campeonato Mundial de Lucha de 1994 y tres medallas en el Campeonato Europeo de Lucha entre los años 1993 y 1996.
Participó en los Juegos Olímpicos de Atlanta 1996, ocupando el cuarto lugar en la categoría de 130 kg.

## Palmarés internacional
| Campeonato Mundial | Campeonato Mundial  | Campeonato Mundial | Campeonato Mundial |
| Año                | Lugar               | Medalla            | Categoría          |
| ------------------ | ------------------- | ------------------ | ------------------ |
| 1994               | Tampere (Finlandia) | Medalla de bronce  | 130 kg             |
| Campeonato Europeo |                     |                    |                    |
| Año                | Lugar               | Medalla            | Categoría          |
| 1993               | Estambul (Turquía)  | Medalla de plata   | 130 kg             |
| 1994               | Atenas (Grecia)     | Medalla de bronce  | 130 kg             |
| 1996               | Budapest (Hungría)  | Medalla de plata   | 130 kg             |